# قره‌ولی، آغجه‌بدی
قره‌ولی (به ترکی آذربایجانی: Qaravəlili) یک منطقه مسکونی در جمهوری آذربایجان است که در شهرستان آغجه‌بدی واقع شده است. قره‌ولی ۲۷۱۳ نفر جمعیت دارد.